# ريتشارد بينيكيت
ريتشارد بينيكيت (بالإنجليزية: Richard Peniket)‏ مواليد 4 مارس 1993 في ويلز، هو لاعب كرة قدم ويلزي لعب سابقاً مع جلف يونايتد.

## وصلات خارجية
- ريتشارد بينيكيت على موقع قاعدة بيانات كرة القدم.إي يو (الإنجليزية)
- ريتشارد بينيكيت على موقع Soccerbase.com (لاعب) (الإنجليزية)
- ريتشارد بينيكيت على موقع Soccerway.com (الإنجليزية)